# 阿梵奴道

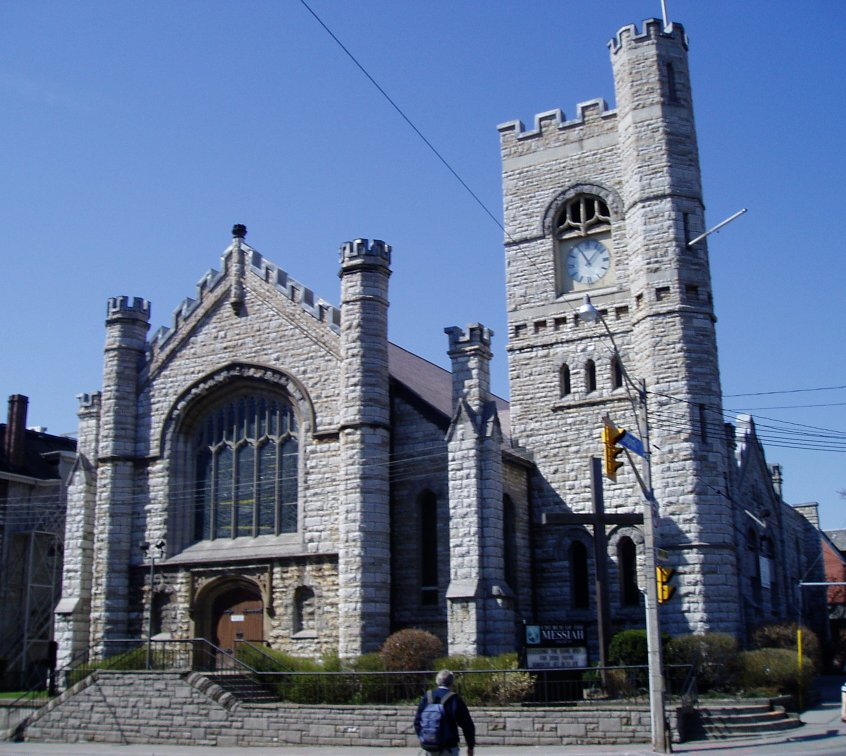
阿梵奴道上的聖公會彌賽亞教堂（Church of the Messiah）。

阿梵奴道是加拿大安大略省多倫多的一條主要南北街道。這條路是大學路向北的延續，通過皇后公園及皇后公園坊（Queen's Park Crescent）與大學路相連，形成一條單一的直通路線。在1998年1月1日前，這些道路為11A號公路。

## 走線
阿梵奴道是前約威老鎮的西部邊界，南始布魯亞街，北迄401號公路以北的孟買路（Bombay Avenue）。其南部盡頭在多倫多的兩家主要酒店之間，即柏悅酒店（位於布魯亞街夾阿梵奴道的西北角）與四季酒店。阿梵奴道夾布魯亞街的東北角是救贖主教堂（Church of the Redeemer）。這條路的大部分路段都是住宅區，有很多小企業，還有一些大型學校及教堂。這個「下部」的一個著名景點是哈瑞奎师那神庙（Hare Krishna Temple），前為阿梵奴道教堂（Avenue Road Church），位於杜邦街對面，與聖公會彌賽亞教堂（Church of The Messiah）隔街相望。就在聖卡拉路（St. Clair Avenue）以北，阿梵奴道被上加拿大書院中斷，在龍士代道（Lonsdale Road）結束，在Kilbarry Road再次恢復。主要交通路線在學校以東，沿著龍士代道及奧利和徑（Oriole Parkway）的加寬路段，然後通過Oxton Avenue返回阿梵奴道。（由Kilbarry Road至奧利和公園徑的一小段阿梵奴道是一條普通的雙車道小街。）
艾靈頓路（Eglinton Avenue）以北，曾經矗立着聖占士-邦德教堂（St. James-Bond Church）。這座建築曾用於容納兩個主要的市中心會眾——聖占士廣場（St. James Square；原長老會）及邦德街（Bond Street；原公理會）——建於1920年代後期，於2005年6月關閉，此後被拆除。羅倫斯路附近是一所大型私立女子學校，即夏華加書院（Havergal College）。儘管位於北約克，但該地區的大部分地區都將學校視為北多倫多的一部分。
阿梵奴道在孟買路（Bombay Avenue）結束，即穿過401號公路（367號出口）之後。最初，阿梵奴道由現在的交匯處延續，向東北方向通過豪歌空谷橋（Hogg's Hollow Bridge；穿過當河西支流）到達央街；這條路在1950年代建成時併入了401號公路。
在多倫多的阿梵奴道以北數英里處，列治文山的Yonghurst社區有一條同名的阿梵奴道，幾乎在多倫多阿梵奴道的正北。（但在斷開後不再視為同一條道路的延續，例如在約克區有獨立的基伯齡路及活湃路等街道。）這條道路是一條由艾德嘉路（Edgar Avenue）至Weldrick Road West的住宅路線。

## 命名
從北美的角度來看，阿梵奴道（Avenue Road）的名稱聽起來像是同義反覆。在北美，道（road）與路（avenue）同為街道常見的通用名稱。Robert Fulford曾寫道，這「聽起來像是行人路上的身份危機」。然而，Avenue Road亦為英語世界其他地方的常見街道名稱，特別是在印度班加羅爾及英國倫敦，倫敦至少有40條街道使用這個名稱。在英式英語中，avenue原意為「一排樹」，因此Avenue Road可解作「兩旁種滿樹木的街道」。因此，一個人對這個名字的反應可作為判斷其對英國文化或美國文化的熟識程度的指標。
關於這個路名的由來，有一個廣為流傳的都市傳說如下。上加拿大省督約翰·閃高（John Graves Simcoe）巡視約克老城鎮時，來到布魯亞街上的一個地方，指了指北邊。 他帶着英格蘭口音說道：「讓我們開闢一條新路吧！」（Let's 'ave a new road!）

## 運輸
阿梵奴道沿路的公共運輸由多倫多公車局提供，分為三條不同的巴士路線。兩條主要的全方位服務路線是13號阿梵奴道巴士線（13 Avenue Road）及61號阿梵奴道北巴士線（61 Avenue Road North），分別在艾靈頓路（Eglinton Avenue）以南及以北提供服務。前者由地鐵艾靈頓站出發，將乘客帶入市中心，後者從北端孟買路（Bombay Avenue）的一個巴士環路出發，進入艾靈頓站。還有一條快速路線，即142號阿梵奴道急行巴士線（142 Avenue Road Express），貫穿整個道路，可直達多倫多市中心及金融區。 它只在高峰時段運行，需要雙倍票價。

## 地標（由南至北）
| 地標                                              | 交加街道                            | 備註                                   | 圖像 |
| ------------------------------------------------- | ----------------------------------- | -------------------------------------- | ---- |
| 皇后公園                                          | 皇后公園坊（Queen's Park Crescent） |                                        |      |
| 多倫多大學以馬內利學院                            | 皇后公園坊                          |                                        |      |
| 多倫多大學法律學院                                | 皇后公園坊                          |                                        |      |
| 地鐵博物館站                                      | 皇后公園坊                          | 大學-士巴丹拿線                        |      |
| 亞尼士利堂                                        | 布魯亞街                            | 多倫多大學宿舍                         |      |
| 賈丁納博物館                                      | 布魯亞街                            |                                        |      |
| 麥洛連天文館                                      | 布魯亞街                            | 已關閉，將拆除                         |      |
| 皇家安大略博物館                                  | 布魯亞街                            |                                        |      |
| 多倫多柏悅酒店                                    | 布魯亞街                            |                                        |      |
| 救贖主教堂                                        | 布魯亞街                            |                                        |      |
| 萬麗廣場（Renaissance Plaza）                     | 布魯亞街                            |                                        |      |
| 多倫多四季酒店                                    | 布魯亞街                            |                                        |      |
| 約威老                                            | 布魯亞街                            | 高檔購物區                             |      |
| 約威老村                                          | 布魯亞街                            |                                        |      |
| 哈瑞奎师那神庙                                    | 杜邦街                              | 前為阿梵奴道教堂（Avenue Road Church） |      |
| 彌賽亞教堂                                        | 杜邦街                              |                                        |      |
| 喇沙書院                                          | 聖卡拉路                            |                                        |      |
| 鹿園聯合教會                                      | 聖卡拉路                            | 自2010年起關閉                         |      |
| 上加拿大書院                                      | 龍士代道（Lonsdale Road）           | 阿梵奴道被書院中斷                     |      |
| 馬素·麥克魯漢天主教中學                           | 艾靈頓路                            |                                        |      |
| 夏華加書院                                        | 羅倫斯路                            |                                        |      |
| 亞馬嶺公共圖書館（Armour Heights Public Library） | 衛信路                              |                                        |      |

## 外部連結
- OpenStreetMap上的阿梵奴道 （页面存档备份，存于）